# Criza politică din Polonia din 1968
Criza politică din Polonia anului 1968, cunoscută în Polonia și ca Martie 1968 sau evenimentele din martie (în poloneză Marzec 1968; wydarzenia marcowe), reprezintă o serie de proteste ale studenților, intelectualilor și ale altor grupuri împotriva guvernului Republicii Populare Polone. Criza a dus la suprimarea grevelor studențești de către forțele de securitate⁠(d) în toate marile centre universitare din țară și reprimarea ulterioară a mișcării dizidente poloneze. Acesta a fost însoțită și de o emigrare în masă în urma unei campanii antisemite (etichetată „antisionistă⁠(d)”) derulată de către ministrul afacerilor interne, generalul Mieczysław Moczar⁠(d), cu aprobarea prim-secretarului Władysław Gomułka al Partidului Muncitoresc Unit Polonez (PZPR). Protestele au coincis cu evenimentele primăverii de la Praga din țara vecină, Cehoslovacia – aducând în rândul intelectualității⁠(d) noi speranțe pentru reforme democratice. Tensiunile au culminat cu invazia Cehoslovaciei de către trupele pactului de la Varșovia pe 20 august 1968.
Campania antievreiască începuse deja în 1967. Politica a fost conjugată cu retragerea sovietică din toate relațiile diplomatice cu Israelul după Războiul de Șase Zile, dar a implicat și o luptă pentru putere în sânul partidului comunist din Polonia. Epurările ulterioare din cadrul partidului de guvernământ, efectuate de Mieczysław Moczar și facțiunea sa, nu au reușit să răstoarne guvernul Gomułka, dar a dus la exilarea din Polonia a mii de persoane de origine evreiască, inclusiv profesioniști, funcționari de partid și funcționari ai poliției secrete. În mai multe manifestații de susținere orchestrate cu grijă, muncitorii din fabricile Poloniei au fost adunați pentru a denunța public sionismul. Cel puțin 13.000 de polonezi de origine evreiască au emigrat în perioada 1968-1972 ca urmare a concedierii din funcție și a diverselor alte forme de hărțuire.

## Context
Tulburările politice de la sfârșitul anilor 1960 se manifestau în Occident prin proteste din ce în ce mai violente împotriva Războiului din Vietnam, cuprinzând numeroase cazuri de proteste și revolte, mai ales în rândul studenților, care au avut ecou în întreaga Europă în 1968. Mișcarea a fost reflectată în Blocul Estic de evenimentele primăverii de la Praga, care a început pe 5 ianuarie 1968. Un val de proteste în Cehoslovacia a marcat punctul culminant al unei serii mai mari de mobilizări sociale ale disidenților. Potrivit lui Ivan Krastev⁠(d), mișcarea anului 1968 din Europa de Vest, cu accent pe suveranitatea individuală, era fundamental diferită de cea din Blocul de Est, care se îngrija în principal de suveranitatea națională, și această dihotomie este reflectată în diferitele modele societale care au evoluat în respectivele părți ale continentului.
În Polonia, mijlocul anilor 1960 a fost marcat de o criză crescândă legată de controlul exercitat de partidul comunist asupra universităților, comunității literare, și intelectualilor în general. Printre cei persecutați pentru activismul politic în campus s-au numărat Jacek Kuroń, Karol Modzelewski⁠(d), Adam Michnik, Barbara Toruńczyk și mai mulți alții. Un deceniu mai devreme, Polonia fusese scena protestelor din Poznań din 1956 și a evenimentele lui Octombrie Polonez.

## Reacția la războiul arabo–israelian din 1967

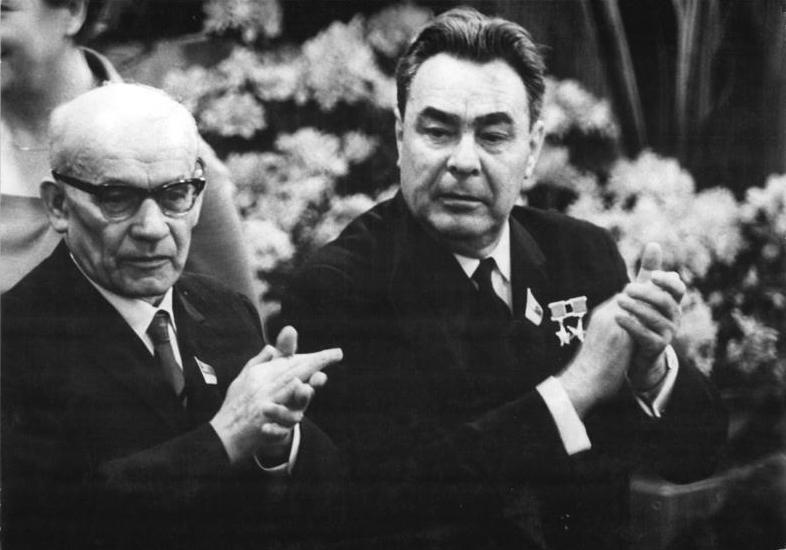
Władysław Gomułka cu Leonid Brejnev la Berlin pe 17 aprilie 1967

Evenimentele din 1967 și nevoia liderilor comuniști polonezi de a emula poziția sovietică a modificat relațiile relativ corecte între polonezi și Israel. Combinația de factori internaționali și interni a dat naștere în Polonia unei campanii de ură împotriva pretinșilor dușmani interni, printre care evreii au devenit cea mai importantă țintă.
Când a izbucnit Războiul de Șase Zile arabo-israelian la 5 iunie 1967, Biroul Politic polonez s-a întrunit a doua zi și a luat hotărâri politice, declarând condamnarea „agresiunii Israelului”, și susținerea deplină pentru „lupta dreaptă a țărilor arabe”. Primul secretar Władysław Gomułka și prim-ministrul Józef Cyrankiewicz au mers la Moscova pe 9 iunie pentru conferința liderilor comuniști pe tema Orientului Mijlociu. Participanții au deliberat într-o atmosferă deprimată. Printre hotărârile luate s-au numărat continuarea susținerii militare și financiare din partea pactului de la Varșovia pentru statele arabe și ruperea relațiilor diplomatice cu Israelul, la care doar România a refuzat să participe.
În Polonia a început o campanie mass-media urmată imediat de mitinguri împotriva „imperialismului israelian” organizate în diverse orașe și fabrici. După întoarcerea delegației la Varșovia, Gomułka, pesimist, temându-se de o posibilă confruntare nucleară și iritat de relatările despre sprijinul poziției Israelului în rândul multor evrei polonezi,  a proclamat pe 19 iunie la Congresul Sindicatelor că agresiunea Israelului a fost „întâmpinată cu aplauze în cercurile sioniste de evrei - cetățeni polonezi”. Gomułka i-a invitat în special pe „cei care simt că aceste cuvinte sunt adresate lor” să emigreze, dar Edward Ochab și alți câțiva membri ai Biroului Politic au obiectat și declarația a fost ștearsă înainte de publicarea discursului. Gomułka nu a făcut apel la epurări de personal antievreiești, dar așa-numita campanie „antisionistă” s-a declanșat oricum, susținută de asociații săi apropiați, Zenon Kliszko⁠(d) și Ignacy Loga-Sowiński. Ea a fost amplificată cu insistență de generalul Mieczysław Moczar⁠(d), ministrul afacerilor interne⁠(d), de către unii lideri militari care de mult timp așteptau ocazia să „rezolve cu evreii”, și de alți oficiali. O listă de 382 de „sioniști” a fost prezentată ministerului pe 28 iunie și epurarea s-a desfășurat treptat, începând cu generalii evrei și cu alți ofițeri de rang înalt din cadrul forțelor armate poloneze. Aproximativ 150 de ofițeri evrei ai armatei au fost concediați în 1967-68, între care Czesław Mankiewicz, șeful apărării naționale aeriene. Ministrul apărării, Marian Spychalski, a încercat să-l apere pe Mankiewicz și și-a compromis astfel propria poziție. Ministerul Afacerilor Interne și-a reînnoit propunerea de a interzice organizațiilor evreiești să primească contribuții din străinătate, de la American Jewish Joint Distribution Committee⁠(d). De data aceasta, spre deosebire de ocaziile anterioare, cererea a fost ușor acceptată de Secretariatul Comitetului Central al PZPR și bine dezvoltatele activități sociale, educaționale și culturale evreiești din Polonia s-au confruntat cu reduceri severe și chiar, practic, cu lichidarea.
Doar aproximativ 200 de oameni și-au pierdut locurile de muncă și au fost înlăturați din partid în 1967, inclusiv Leon Kasman, redactor-șef la Trybuna Ludu⁠(d), principalul cotidian al partidului. Kasman era rivalul lui Moczar din timpul războiului, când a sosit din Uniunea Sovietică și a fost parașutat în Polonia. După martie 1968, când ministerul lui Moczar a primit în sfârșit mâna liberă pe care o căuta de mult timp, 40 de angajați au fost concediați de la redacția Editurilor Științifice Poloneze⁠(d) (PWN). Această mare editură de stat produsese o serie de volume ale Marii Enciclopedii Universale⁠(d). Moczar și alții au protestat în toamna anului 1967 împotriva tratamentului neechilibrat asupra aspectelor legate de al Doilea Război Mondial, și anume subliniind martiriul evreilor și pierderile deosebite ale acelei etnii în lagărele de exterminare ale Germaniei Naziste .
După cum se exprima savantul polonez Włodzimierz Rozenbaum, Războiul de Șase Zile „i-a dat lui Gomułka ocazia de a «prinde mai multe păsări dintr-un foc»: putea folosi o politică «antisionistă» pentru a submina atracția exercitată de aripa liberală a partidului, putea promova chestiunea evreiască pentru a slăbi susținerea pentru facțiunea naționalistă (în cadrul partidului) și își putea întări propria poziție...”, asigurând perspective politice pentru propriii suporteri.
În discursul din 19 iunie 1967, Gomułka a avertizat: „nu vrem să apară o coloană a cincea în țara noastră”. Propoziția a fost ștearsă din versiunea publicată, dar el a repetat astfel de opinii și le-a dezvoltat în continuare în discursuri succesive, de exemplu, pe 19 martie 1968. Pe 27 iunie 1967, primul secretar a caracterizat poziția României drept „rușinoasă”, a prezis producerea de arme nucleare de către Israel și a vorbit în general de consecințele cu care se confruntă oamenii care au „două suflete și două patrii”. După retorica anti-Israel și antievreiască a lui Gomułka, serviciile de securitate au început de urmărească oficialii de origine evreiască și să caute „sioniști ascunși” în instituțiile poloneze.

## Protestele de la Varșovia

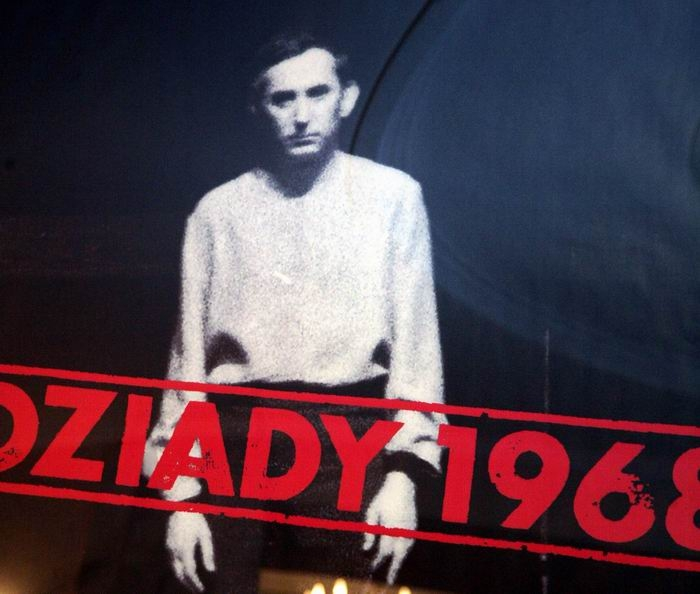
Evenimentul teatral ' și anularea lui au declanșat protestele studenților și răspunsul violent al autorităților.

Izbucnirea tulburărilor din Martie 1968 a fost aparent declanșată de o serie de evenimente din Varșovia, dar în realitate a fost o culminare a tendințelor care s-au acumulat în Polonia pe parcursul mai multor ani. Situația economică se deteriora și creșterea drastică a prețurilor la carne a intrat în vigoare în 1967. În 1968, piața a fost destabilizată și mai mult de zvonuri legate de un viitor schimb al bancnotelor, care au stârnit panică. S-au stabilit norme mai mari pentru productivitatea industrială, salariile fiind în același timp reduse. Primul secretar Gomułka se temea de orice schimbare. Cenzura din ce în ce mai grea înăbușea viața intelectuală, plictiseala stagnării și starea de spirit deznădăjduită (lipsa generalizată de perspective de carieră) a generat conflicte sociale. Diferențele dintre așteptările ridicate de mișcarea Octombrie Polonez din 1956 și realitatea vieții „socialismului real⁠(d)” din anii 1960 a condus la acumularea frustrărilor.
La sfârșitul lunii ianuarie 1968, după slaba primire la Comitetul Central al partidului de guvernământ, PZPR, autoritățile au interzis interpretarea unei piese romantice de Adam Mickiewicz intitulată Dziady⁠(d) (scrisă în 1824), în regia lui Kazimierz Dejmek⁠(d) la Teatrul Național din Varșovia. S-a susținut că piesa conține referiri rusofobe și antisovietice și că prezintă o poziție nejustificat de favorabilă religiei. Dziady fusese pusă în scenă de 14 ori, ultima oară pe 30 ianuarie. Interdicția a fost urmată de o demonstrație după ultima reprezentare, care a dus la numeroase arestări. Dejmek a fost exclus din partid și ulterior concediat de la Teatrul Național. El a părăsit Polonia și s-a întors în 1973, pentru a continua regizarea de producții teatrale.
La mijlocul lunii februarie, o petiție semnată de 3.000 de persoane (sau peste 4.200, în funcție de sursă) care protestau împotriva cenzurii piesei Dziady a fost prezentată parlamentului de către studenta protestatară Irena Lasota⁠(d). Adunați pentru o ședință extraordinară pe data de 29 februarie, cu peste 400 de participanti, filiala Varșovia a  Uniunii Scriitorilor Polonezi⁠(d) a condamnat interdicția și alte încălcări ale dreptului la liberă exprimare. Vorbitorii au acuzat facțiunea ministrului Moczar și partidul, în general, de incidentele antisemite, în timp ce campania lua amploare. La 4 martie, oficialii au anunțat îndepărtarea disidenților Adam Michnik și Henryk Szlajfer, membrii ai grupului Komandosi⁠(d), de la Universitatea din Varșovia. Un grup de aproximativ 500 (sau aproximativ 1.000) de studenți s-au adunat la universitate pe 8 martie și au fost atacați violent de către o „brigadă muncitorească” (probabil milițieni în civil) strânsă de stat și de milițieni în uniformă. Cu toate acestea, și alte instituții de învățământ superior din Varșovia s-au alăturat protestului a doua zi.

## Mișcarea studențească și intelectuală
Istoricul Dariusz Gawin⁠(d) de la Academia Poloneză de Științe a subliniat că evenimentele din martie 1968 au fost mitizate în deceniile următoare dincolo de modestele lor obiective inițiale, sub influența de durată a foștilor membri ai Komandosi⁠(d), un grup de activitate politică studențesc de stânga. În timpul crizei din 1968, cercurile academice disidente au produs foarte puține relatări scrise sau programe. Ei au trecut printr-un șoc moral din cauza propagandei false cu privire la intențiile și acțiunile lor și a reprimării violente neașteptate. Ei au suferit și un șoc ideologic, provocat de reacția autorităților (agresiunea) și societății (indiferența) față de încercările lor idealiste de a înfăptui reforme revoluționare în Republica Populară Polonă. Aceasta a dus la înstrăinarea mișcării reformiste față de pretinsul sistem socialist⁠(d) (și depropriile lor vederi de stânga).
Studenții erau naivi în ce privește politica pragmatică, dar liderii lor își declarau convingerile puternice de stânga, exprimate în scurte proclamații distribuite în 1968. Urmând spiritul manifestului „revizionist” din 1964 al lui Karol Modzelewski⁠(d) și Jacek Kuroń, ei au cerut respectarea idealurilor „dictaturii proletariatului” marxist–leniniste și principiilor socialismului. Studenții care protestau cântau „Internaționala”. Luarea cu asalt a Universității din Varșovia de către (falși) muncitori a venit, astfel, ca o supriză totală pentru studenți. Participanții la mitigul din 8 martie au fost întâmpinați cu bătăi violente de rezerva de voluntari a ORMO⁠(d) și de milițienii de la ZOMO⁠(d) chiar când se pregăteau să plece acasă. Reacția de o brutalitate disproporționată a forțelor de securitate a părut multor observatori a fi o provocare de natură să agraveze tulburările și să faciliteze alte reprize de represiune, în interesul personal al liderilor politici. O demonstrație comparabilă a început la 9 martie la Universitatea Tehnică din Varșovia⁠(d), și a fost și ea urmată de confruntări cu miliția și de arestări. Kuroń, Modzelewski și Michnik au fost iarăși închiși și majoritatea mermbrilor grupului Komandosi au fost reținuți. În relatările ulterioare, mitul fondator al moșcării societății civile poloneze (sfârșitul anilor 1970) și al nașterii Poloniei liberal-democrate avea să șteargă în mare parte aspectele socialiste și de stânga ale mișcării din martie 1968.
În câteva zile, protestele s-au răspândit la Cracovia, Lublin, Poznan, Katowice, și Łódź (de la 11 martie), Wrocław, Gdańsk, Poznań (12 martie). Frecventele demonstrații din orașele de mai sus au fost reprimate brutal de miliție. Grevele studențești au avut loc la Wroclaw pe 14-16 martie, Cracovia pe 14-20 martie, și la Opole. S-au format un comitet studențesc de la Universitatea din Varșovia (11 martie) și comitetul inter-universități de la Cracovia (13 martie); încercările de a organiza ceva similar s-au făcut și la Łódź și Wrocław. Eforturile îndreptate spre implicarea muncitorilor industriali, de exemplu angajații întreprinderilor de stat din Gdańsk, din Wrocław și din Nowa Huta de la Cracovia, nu au produs efecte concrete. Pe 15 martie însă, în Gdańsk, 20.000 de studenți și muncitori au mărșăluit și s-au luptat cu mai multe unități ale forțelor de securitate în efective totale de 3.700 de oameni, până seara târziu.
Studenții reprezentau mai puțin de 25% dintre cei arestați pentru participarea la activități de opoziție în martie și aprilie 1968 (predominanț lor numerică în mișcare a fost o parte ulterioară a mitului, scrie istoricul Łukasz Kamiński⁠(d)). Rolul principal în răspândirea protestelor de stradă la nivel național a fost jucat de tineri muncitori și elevi de liceu.

## Represiuni
O campanie mass-media de denigrare a grupurilor și persoanelor implicate a fost efectuată începând cu 11 martie. Rădăcinile staliniste și evreiești („nepoloneze”) au fost „demascate” și majoritatea presei tipărite a participat la propagarea de calomnii, cu excepțiile notabile ale publicațiilor Polityka și Tygodnik Powszechny⁠(d). S-au ținut mitinguri „spontane” de masă, la locurile de muncă și în piețele marilor orașe. Participanții au cerut ca „elevii își reia studiile, și scriitorii scrisul”, „Sioniștii să plece în Sion!”, și amenințau că „Vom tăia capul hidrei anti-poloneze”. Pe 14 martie, secretarul de partid regional Edward Gierek din Katowice a folosit un limbaj puternic într-o cuvântare adresată publicului din Silezia Superioară: (persoanele care doresc să) „tulbure apele noastre liniștite din Silezia ... acei Zambrowski⁠(d), Staszewski⁠(d), Słonimski și ai lui Kisielewski⁠(d) și neamurile lui Jasienica⁠(d) ... revizioniști, sioniști, lacheii imperialismului ... apele Sileziei le vor zdrobi oasele ...”. Gierek a introdus un element nou în discursul său: o declarație de sprijin pentru prim-secretarul Gomułka, care până atunci nu spusese nimic despre protestele studențești, sionism și alte probleme presante.
Această reținere inițială a conducerii de la nivel înalt de a-și exprima poziția aluat sfârșit cu un discurs ținut de Gomułka la 19 martie. El a eliminat posibilitatea negocierilor guvernului cu greviștii, distrugând speranțele participanților pentru o rezolvare favorabilă rapidă. Discursul lui Gomułka ținut în fața a trei mii de activiști de partid („remarcabili în niște zile dificile”), era plin de acuzații antiintelectualiste. El a precizat că conducerea de partid înțelesese că este prea timpuriu să înțeleagă pe deplin și să evalueze natura și anvergura dificultăților actuale. Gomułka a atacat virulent liderii de opoziție și a dat numele câtorva autori pe care îi detesta în mod deosebit (Kisielewski, Jasienica și Szpotański⁠(d)), dar a oferit o analiză complexă și diferențiată a situației din Polonia (Słonimski a fost dat ca exemplu de cetățean polonez cu sentimente „cosmopolite”). Prim-secretarul a încercat să liniștească valul antisemit crescând, afirmând că toți cetățenii de origine evreiască sunt credincioși Poloniei și nu reprezintă o amenințare. Loialitatea față de Polonia și față de socialism, și nu etnia, este unicul criteriu, partidul îi prețuia pe cei care contribuiseră și se opuseseră oricărui fenomen de natură antisemită. Se înțelegea că unii oameni pot avea sentimente ambivalente față de apartenența lor, și dacă unii se simțeau categoric mai strâns legați de Israel, Gomułka se aștepta ca ei să emigreze până la urmă. Era însă prea târziu pentru asemenea argumente raționale și audiența atent selecționată nu a reacționat pozitiv: manifestările lor colective de ură au fost difuzate la televiziunea națională. Remarcile lui Gomułka (revizuite, corectate și aprobate dinainte de membrii Biroului Politic al Comitetului Central) au fost criticate după câteva zile la ședința prim-secretarilor comitetelor regionale de partid și campania antievreiască a continuat nestingherită. Buletinul intern al Ministerului de Interne al lui Mieczysław Moczar⁠(d) vorbea de lipsa unei declarații clare despre sionism din partea lui Gomułka și de „ascunderea publică a criminalilor”. Asemenea critici ale principalului lider al partidului erau nemaiauzite și indicau creșterea influenței și hotărârii facțiunii lui Moczar. În public, Moczar se concentra pe condamnarea comuniștilor care veniseră după război din Uniunea Sovietică și persecutaseră patrioții polonezi (inclusiv, după 1948, Gomułka însuși, ceea ce ar putea explica parțial faptul că prim-secretarul nu s-a distanțat și a aprobat tacit excesele antievreiești). Epurările și tentativele de a rezolva lupta pentru putere în eșaloanele cele mai înalte ale partidului au intrat într-o fază accelerată.
Mișcarea de protest și represiunile au continuat toate lunile martie și aprilie. Revolta a fost întâmpinată cu dizolvarea unor întregi catedre universitare, exmatricularea a mii de studenți și înlăturarea multor profesori simpatizanți (între care Zygmunt Bauman⁠(d), Leszek Kołakowski și Stefan Żółkiewski), arestări și procese. S-a încercat o coordonare națională a studenților printr-o ședință ținută la Wrocław în 25 martie; majoritatea participanților erau închiși deja la sfârșitul lui aprilie. La 28 martie, studenții de la Universitatea din Varșovia au reacționat la concedierea unor importanți profesori adoptând Declarația Mișcării Studențești, care enumera o serie de reforme structurale necesare pentru Polonia. Documentul a formulat un nou cadru pentru activitățile opoziției și a stabilit un precedent conceptual pentru viitoarele repere ale mișcării de opoziție Solidaritatea⁠(d). Autoritățile au răspuns eliminând mai multe catedre universitare și încorporând mulți studenți în armată. Activitățile studențești de protest, planificate pentru 22 aprilie, au fost împiedicate de campania de arestări efectuată la Varșovia, Cracovia și Wrocław.
Cel puțin 2725 de persoane au fost arestate între 7 martie și 6 aprilie. Conform unor rapoarte guvernamentale interne, suprimarea lor a fost eficace, deși studenții au reușit totuși să perturbe ceremoniile de 1 Mai⁠(d) din Wrocław. Cu excepția relativ puținilor lideri  recunoscuți ai protestatarilor, cunoscuți de participanții la revoltele din 1968 nu au mai  reapărut în valurile ulterioare ale mișcărilor de opoziție din Polonia.
Până la jumătatea lunii martie, campania de proteste se răspândise și în orașele mai mici. S-au semnalat distribuiri de pliante în o sută de orașe în martie, în patruzeci în aprilie, și, în ciuda numeroaselor arestări, a continuat chiar și în lunile ulterioare. În martie au avut loc demonstrații de stradă în mai multe localități. În diferite orașe, arestările și procesele au înaintat în ritmuri diferite, în parte din cauza gradului diferit de reținere exercitată de către autoritățile locale. Gdańskul a avut, de departe, cea mai mare rată atât de „proceduri penal-administrative”, cât și de dosare trimise în judecată. Cea mai mare parte a arestaților și reținuților la nivel național în timpul tulburărilor din martie/aprilie aparțineau categoriei „muncitorilor”.
Puțini au îndrăznit să-i apere deschis pe studenți, inclusiv unii scriitori, episcopi, și micul grup parlamentar al deputaților catolici Znak⁠(d), condus de Jerzy Zawieyski. Znak a depus o interpelare pe 11 martie, adresată prim-ministrului. Ei chestionau intervențiile brutale ale miliției împotriva studenților și întrebau care sunt intențiile guvernului cu privire la solicitările democratice ale acestora și ale „largii opinii publice”.
După ședința Biroului Politic din data de 8 aprilie, în care Stefan Jędrychowski⁠(d) a criticat puternic campani antisemită, dar majoritatea participanților a exprimat un punct de vedere opus, sau au sprijinit „calea de mijloc” a lui Gomułka, o ședință a Sejmului a tratat indirect criza în perioada 9-11 aprilie. Prim-ministrul Józef Cyrankiewicz a afirmat că Radio Europa Liberă a folosit interpelarea Znak pentru propaganda sa. Alți vorbitori au susținut că interpelarea a avut ca scop principal implicarea intereselor străine ostile în treburile Poloniei. Zawieyski a vorbit pe un ton conciliator, comentând despre și făcând apel la Gomułka și Zenon Kliszko⁠(d), recunoscându-i ca victime ale persecuțiilor politice (staliniste) din trecut. El a interpretat lovirea recentă de către niște „necunoscuți” a lui Stefan Kisielewski⁠(d), un publicist catolic, ca un atac asupra unui reprezentant al culturii poloneze. Liderii de partid au răspuns excluzându-l pe Zawieyski din Consiliul de Stat⁠(d), organul colectiv cu atribuțiile șefului de stat, și interzicându-i să mai dețină o funcție politică în viitor. Participanții la dezbaterea publică din Sejm s-au concentrat pe atacarea grupului Znak și au evitat cu totul să discute evenimentele și aspectele legate de protestele din martie și de suprimarea lor (subiectele interpelării).
Eficacitatea intervențiilor ORMO în campusurile universitare și persistența exploziilor de nemulțumire ale cetățenilor (vezi protestele din Polonia din 1970) au determinat Ministerul Siguranței Publice⁠(d) să se angajeze într-o extindere masivă a forțelor, care la apogeul lor în 1979 a ajuns la peste 450.000 de membri.

## Mobilizarea și epurările antievreiești, politica de partid

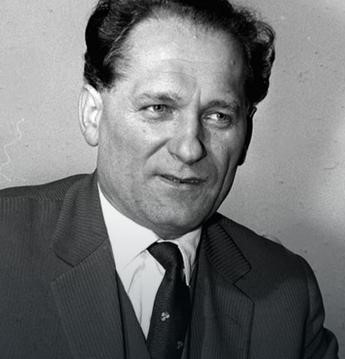
Generalul a inițiat și a condus ampla campanie antisemită din 1968.

În martie 1968, campania de defăimare antievreiască, propaganda zgomotoasă și mobilizarea maselor s-au intensificat foarte mult. Procesul de epurare a evreilor și a altor oficiali, foști staliniști, lideri comuniști rivali și susținători morali ai mișcării liberale de opoziție, a fost accelerat. Roman Zambrowski⁠(d), Stefan Staszewski⁠(d), Edward Ochab, Adam Rapacki și Marian Spychalski au fost printre liderii din primul eșalon al partidului care au fost eliminați sau neutralizați. Zambrowski, evreu veteran al mișcării comuniste poloneze⁠(d), a fost izolat și epurat din partid primul (13 martie), chiar dacă fusese inactiv politic de mai mulți ani și nu avea nimic de-a face cu criza actuală. Fostul prim-secretar Ochab a demisionat din mai multe funcții pentru a protesta „împotriva campaniei antisemite". Pe 11 aprilie 1968, Sejmul a impus schimbări majore în funcțiile de conducere. Spychalski, renunțând la Ministerul Apărării, i-a luat locul lui Ochab în rolul mai important de președinte al Consiliului de Stat. Wojciech Jaruzelski a devenit noul ministru al apărării. Rapacki, un alt adversar epurărilor antisemite, a fost înlocuit de Stefan Jędrychowski⁠(d) la Ministerul Afacerilor Externe. O nouă lege a învățământului superior a fost concepută pentru a oferi guvernului un control mai mare asupra mediului academic.
Gomułka însuși considera revizionismul, și nu „sionismul” a fi principalul „pericol”. Conform istoricului Dariusz Stola⁠(d), primul secretar, a cărui soție era evreică, nu avea prejudecăți antisemite. Cu toate acestea, el a permis și a acceptat, oportunist și instrumental, inițiativele antievreiești ale ministrului Moczar și ale serviciilor secrete controlate de Moczar. Campania i-a furnizat lui Gomułka instrumentele de care avea nevoie pentru a combate rebeliunea intelectualilor, pentru a preveni răspândirea ei în rândul maselor muncitorești (prin „mobilizarea” lor și canalizarea frustrărilor lor împotriva „inamicului străin” invizibil), pentru a rezolva rivalitățile din partid în favoarea lui și a stabiliza situația din Polonia, în perioada periculoasă pentru partid a mișcării liberale Primăvara de la Praga din Cehoslovacia. Mulți polonezi (indiferent de etnie) au fost acuzați de sionism. Ei au fost expulzați din partid și/sau concediați din funcții în urma unor politici cinice, arbitrare, sau ambele. Lungi (uneori desfășurat pe mai multe zile) ședințe de partid, întâlniri și discuții au avut loc la sfârșitul lunii martie și începutul lunii aprilie în cadrul diferitelor instituții de stat și întreprinderi. Ele tratau problema „sionistă” și au fost dedicate identificării celor responsabili și vinovați (în rândurile instituției respective), expulzării lor din partid și cererilor de îndepărtare a lor din funcțiile deținute.
S-au făcut încercări de a manipula atenția publicului, și a o îndepărta de mișcarea studențească și de cererile de reformă socială, centrate în jurul apărării libertății de exprimare pentru intelectuali și artiști și a dreptului de a critica regimul și politicile sale. Moczar, liderul facțiunii extremiste staliniste a partidului, a dat vina pentru protestele studențești pe „sioniști” și s-a folosit de proteste ca pretext pentru o mai mare campanie antisemită (oficial descrisă ca fiind „antisionistă”) și pentru epurări în partid. În realitate, protestele studențești și intelectuale nu erau, în general, legate de sionism sau alte probleme evreiești. Ideea „inspirației sioniste” a revoltei studenților își avea originea, în parte, în prezența copiilor de comuniști evrei printre cei care contestau ordinea politică, inclusiv, în special, membrii grupului Komandosi. Pentru le exagera numărul, se foloseau figuri de stil, cum ar fi enumerații cu nume proprii la plural, cum ar fi „Michnikii, Szlajferii, Zambrowskii”. Apelurile la grevă națională din Varșovia (13 martie) se opuneau atât antisemitismului cât și sionismului. Pe o pancartă afișată la un liceu din Rzeszów pe 27 aprilie scria: „Salutăm pe tovarășii noștri sioniști”.
Cu toate acestea, Gomułka avertiza că „sionismul și antisemitismul sunt două fețe ale aceleiași monede naționaliste” și insista că comunismul respinge toate formele de naționalism. Potrivit lui Gomułka, care respingea acuzațiile de antisemitism venite din Occident, „cercurile oficiale din Statele Unite s-au implicat în campania antipoloneză făcând declarații prin care acuzau Polonia de antisemitism. Propunem ca cercurile conducătoare din Statele Unite să verifice dacă cetățenii americani de origine poloneză au avut vreodată sau dacă au acum aceleași oportunități ca și cetățenii polonezi de origine evreiască pentru condiții de trai și de educație și de ocupare a pozițiilor de responsabilitate. Atunci s-ar vedea clar cine pe cine poate să acuze de discriminare națională.” El a continuat să spună că „centrele sioniste occidentale care astăzi ne acuză de antisemitism nu au ridicat un deget când politicile de genocid ale lui Hitler exterminau evreii în Polonia subjugată, pedepsindu-i cu moartea pe polonezii care i-au ascuns și i-au ajutat pe evrei.” Liderul partidului răspundea unui val de critici din Occident și a profitat de unele rapoarte publicate care erau incompatibile cu memoria colectivă poloneză a evenimentelor istorice din al Doilea Război Mondial, în special a Holocaustului.
Provocarea lui Moczar, de multe ori prezentată în termeni de viziuni politice concurente (el era șeful neoficial al facțiunii naționaliste din partidul comunist, cunoscută sub numele de „Partizanii”), reflectă, potrivit istoricului Andrzej Chojnowski, în primul rând, un impuls pentru schimbarea de generații la conducerea partidului și la alte niveluri, în întreaga țară. Prin 1968, Gomułka, ale cărui competențe în relațiile publice erau modeste, era nepopular și pierduse legătura cu populația pe care o conducea. Schimbările de personal, cărora Gomułka li s-a opus, erau, în general, dorite și așteptate, și în partid generalul Moczar era alternativa. Un număr mare de funcționari mai tineri se mobilizau în spatele lui, motivați de posibilitatea promovării în carierele lor aflate în stagnare. Găsirea de țapi ispășitori (eventual doar susținând că cineva se bucura de victoria israelienilor) pentru a le lua locul însemna pentru ei în 1968 un progres în această direcție. Activitatea facțiunii lui Moczar a fost unul dintre factorii majori care au contribuit la agitațiile din 1968, dar schimbarea întârziată de generație în partid s-a materializat pe deplin numai atunci când Edward Gierek l-a înlocuit Gomułka în decembrie 1970. Moczar însuși a dus o campanie nemiloasă într-o ultimă încercare nereușită de a deveni înlocuitorul sau succesorul lui Gomułka.

## Emigrarea cetățenilor polonezi de origine evreiască
Într-un discurs parlamentar, la 11 aprilie 1968, prim-ministrul Cyrankiewicz a enunțat poziția oficială a guvernului: „Nu este posibil să fii simultan credincios Poloniei socialiste și Israelului imperialist. ... Cine vrea să rezolve aceste consecințe sub forma emigrării nu va întâlni niciun obstacol.” Celor plecați li s-a retras cetățenia poloneză.
Istoricul David Engel⁠(d) de la Institutul YIVO⁠(d) scria: „Ministerul de Interne a întocmit un indice cu toți cetățenii polonezi de origine evreiască, chiar și cei care se depărtaseră de viața organizată a comunității evreiești de generații. Evreii au fost concediați din posturile publice, inclusiv din posturile didactice din școli și universități. Ei au fost presați să părăsească țara prin acțiuni birocratice care vizau subminarea resurselor lor de trai și, uneori, chiar prin brutalități fizice.” Potrivit lui Dariusz Stola⁠(d) de la Academia Poloneză de Științe, „termenul de  «campanie antisionistă» este dublu înșelător, deoarece campania a început ca politică antiisraeliană, dar s-a transformat repede într-una antievreiască, iar acest caracter antievreiesc a rămas trăsătura ei distinctivă”. Propaganda punea semnul egal între originile evreiești și simpatiile sioniste și, prin urmare, lipsa de loialitate pentru Polonia comunistă. La mitinguri s-au folosit sloganuri antisemite. Elitele evreiești, suspectate de convingeri sioniste, inclusiv cadrele didactice universitare, directori și jurnaliști, și-au pierdut slujbele. Potrivit Institutului Memoriei Naționale⁠(d) al statului polonez, care a cercetat evenimentele care au avut loc în 1968-69 la Łodź, „în fiecare caz, decizia de concediere a fost precedată de o hotărâre de excludere din partid”.
Potrivit lui Jonathan Ornstein, din 3,5 milioane de evrei polonezi, după Holocaust⁠(d) mai rămăseseră cel mult 350.000. Majoritatea supraviețuitorilor care își declarau naționalitatea evreiască la sfârșitul celui de al Doilea Război Mondial, inclusiv cei înregistrați la Comitetul Central al Evreilor Polonezi⁠(d) în 1945, emigraseră deja din Polonia postbelică în primii săi ani de existență. Potrivit estimărilor lui David Engel, din mai puțin de 281.000 de evrei prezenți în Polonia, la momente diferite, înainte de iulie 1946, numai aproximativ 90.000 mai rămăseseră în țară la mijlocul anului 1947. Mai puțin de 80.000 rămăseseră în 1951, când guvernul a interzis emigrarea în Israel. Alți 30.000 au ajuns din Uniunea Sovietică în 1957, dar aproape 50.000, de obicei persoane care își exprimau activ identitatea evreiască, au părăsit Polonia în 1957-59, în timpul lui Gomułka și cu încurajarea guvernului acestuia. În 1967, mai trăiau în Polonia aproximativ 25.000–30.000 de evrei. Ca grup, ei erau din ce în ce mai asimilați și nereligioși și aveau instituții laice evreiești bine dezvoltate și funcționale. Din evreii rămași în Polonia, mulți rămăseseră din motive politice și profesionale. Situația lor s-a schimbat după Războiul Arabo–Israelian din 1967 și după revoltele din 1968, când evreii au fost folosiți ca țapi ispășitori de către facțiunile beligerante ale partidului și au fost obligați din nou să emigreze în masă. Potrivit lui Engel, circa 25.000 de evrei au părăsit Polonia în anii 1968-1970, lăsând în țară între 5.000 și 10.000 de evrei.
După sfârșitul celui de al Doilea Război Mondial, guvernul impus de sovietici în Polonia, lipsit de susținere populară, a găsit că este mai simplu să se bazeze în mod disproporționat pe evrei pentru sarcinile administrative și funcționărești, și mulți evrei au ajuns în posturi importante în rândul administrației și serviciilor de securitate. Ca urmare, așa cum observa istoricul Michael C. Steinlauf⁠(d) – „profilul lor de grup se asemăna din ce în ce mai mult cu legendara Żydokomuna⁠(d)” (vezi și Iudeo-bolșevism). Din motive istorice complexe, evreii dețineau multe posturi de autoritate în administrațiile comuniste postbelice din Polonia. În martie 1968, unii dintre acești oficiali au devenit ținta unei campanii organizate de echivalare a originilor evreiești cu simpatiile și cu crimele staliniste. Epurările politice, uneori îndreptate declarativ spre funcționarii epocii staliniste, i-au afectat pe toți evreii polonezi indiferent de background.
Înainte de evenimentele din 1967-1968, relațiile polono-evreiești erau subiect tabu în Polonia comunistă. Informațiile disponibile se limitau la difuzarea unor versiuni oficiale superficiale și deformate ale evenimentelor istorice, în timp ce mare parte din resentimentele sociale antisemite tradiționale continuau să mocnească, în ciuda dispariției multor dintre evreii spre care erau ele îndreptate. Antisemitismul popular din anii de după război era strâns legat de atitudinile anticomuniste și antisovietice și, ca atare, autoritățile i se opuneau. Din această orientare istorică de dreapta a antisemitismului polonez, evreii se simțeau, în general, în siguranță în Polonia comunistă și au suferit un „șoc al lui Martie” când mulți din regimul de la putere au adoptat ideile antisemite ale naționaliștilor polonezi antebelici pentru a-și justifica propaganda agresivă și teroarea psihologică. Caracterul, în multe aspecte stalinist, al campaniei s-a combinat, paradoxal, cu retorică antistalinistă și anti-Żydokomuna. Mass-media a „dezvăluit” diferite conspirații evreiești trecute și prezente îndreptate împotriva Poloniei socialiste, folosind de multe ori prejudecăți despre evrei și stereotipuri ale acestora, care se combinau într-un presupus plan evreiesc antipolonez. Erau „dezvăluite” și blocurile antipolone vest-germano-israelian și americano-sionist. În Polonia, se afirma, vechi staliniști evrei își pregăteau în secret revenirea la putere, pentru a contracara victoriile lui Octombrie Polonez. Puținii evrei rămași în Polonia au fost supuși unor presiuni insuportabile generate de către mass-media monopolizată de stat, dominată adesea de simpatizanți ai ministrului Moczar. Mulți evrei și neevrei au fost denigrați și înlăturați de Organizațiile Locale de Partid (POP), după care trebuia să fie concediați de la locurile lor de muncă. A căzut victimă și mulți profesioniști și persoane care nu erau membri de partid.
Majoritatea celor din ultimul val (1968-1969) de emigranți au ales alte destinații decât Israelul, ceea ce contrazicea afirmațiile guvernului despre loialitatea lor față de Israel. În societatea poloneză, ei reprezentau o proporție deosebit de mare a persoanelor foarte educate, profesioniste și realizate. Unii activiști comuniști de partid percepuseră în trecut acest factor ca o „densitate” nejustificată de evrei în poziții importante, o rămășiță a vremurilor staliniste, ceea ce a dus la cereri de marginalizare și scoatere a lor din țară.
Biserica Catolică și cercurile intelectualității catolice⁠(d) s-au angajat în apărarea studenților care protestau, dar nu au vorbit despre problema campaniei antievreiești și nici, în consecință, despre exodul evreilor polonezi.
Peste o mie de foști extremiști staliniști de origine evreiască au plecat din Polonia după 1968, printre care fosta procuroare Helena Wolińska⁠(d) și judecătorul Stefan Michnik⁠(d). Institutul Memoriei Naționale avea să cerceteze crimele staliniste⁠(d) comise de unii din emigranții din martie 1968, inclusiv Michnik, care s-a stabilit în Suedia, și Wolińska-Brus, care locuia în Regatul Unit. Ambii au fost acuzați de „complicitate la crimă în tribunal”. S-a cerut extrădarea lor în baza unor mandate europene de arestare⁠(d).
Între 1961 și 1967, rata medie de emigrare a evreilor din Polonia a fost 500-900 de persoane pe an. În 1968, un total de 3.900 de evrei au cerut să părăsească țara. Între ianuarie și august 1969, numărul de evreilor emigrați a fost de aproape 7.300, în conformitate cu arhivele Ministerului Afacerilor Interne. Organele de securitate au menținut date cuprinzătoare despre persoanele cu „familie în Israel” sau de origine evreiască, inclusiv cei concediați din funcțiile lor și cei care nu dețineau nicio funcție oficială, dar au cerut să emigreze în Israel.

## Încetarea campaniei „antisioniste”
Pe 11 aprilie 1968, secretarul Comitetului Central Artur Starewicz i-a înmânat lui Gomułka o scrisoare cuprinzătoare, în care sublinia pagubele provocate de demagogie, de obsesia antievreiască și alte aspecte ale campaniei. La sfârșitul lunii aprilie, Gomułka și-a dat seama că campanie pe care a permis-o nu mai este utila și că scăpase de sub control; mulți participanți făcuseră exces de zel și plângerile diverselor cercuri se înmulțiseră. Cu toate acestea, încheierea ei și restabilirea controlului și disciplinei normale de partid a avut nevoie de mai multe săptămâni de avertismente repetate și alte eforturi. Pe 24 iunie, Gomułka l-a criticat dur pe Stefan Olszowski⁠(d), șeful propagandei de partid, și rolul jucat de publicațiile PAX⁠(d). Aceștia se implicaseră puternic în campania „antisionistă” dar și „nationalistă” din mass-media după 11 martie. Pe 1 iulie, Leopold Domb (Leopold Trepper⁠(d)), fostul președinte al Asociației Socioculturale a Evreilor (din Polonia), a scris o scrisoare șefului său de partid Gomułka. Domb s-a plâns cu amărăciune de lichidarea progresivă a celor o mie de ani de realizări ale civilizației polono-evreiești și a enumerat multe cazuri de astfel de distrugere a societății și culturii ce aveau loc în Polonia comunistă contemporană.
Pe 5 iulie, Gomułka a recunoscut „anumite probleme” cu Ministerul Afacerilor Interne și a anunțat demiterea ministrului Moczar din postul său din cabinet, ceea ce l-a deconectat de baza lui de putere din acel departament. Marginalizarea lui Moczar a fost prezentată ca o promovare: el a devenit secretar al Comitetului Central și membru supleant al Biroului Politic. „Tovarășul Moczar este un om disciplinat și va face ce i se spune”, credea Gomułka despre această hotărâre. Abilitatea lui Gomułka de a demonta decisiv campania de denigrare antievreiască a Ministerului de Interne și de a-i pedepsi pe autorii ei (pentru contestarea conducerii partidului) arată că el ar fi putut face acest lucru mai devreme, dar a ales să acționeze la momentul oportun. În timpul celei de a XII-a Plenare⁠(d) a Comitetului Central (8-9 iulie), Zenon Kliszko a închis oficial campania „antisionistă”. Atacurile interne și obstrucționarea din partid, armată și serviciile de securitate (SB⁠(d)), acum îndreptate împotriva lui Gomułka și Kliszko, au mai continuat o vreme. În realitate, activitățile „antisioniste” ale SB nu au fost niciodată complet abandonate. În anii 1970-80, generalul Jaruzelski a retrogradat la grad de soldat 1348 de ofițeri evrei emigraseră, nu nu doar în preajma lui 1968. Aceste activități s-au desfășurat în continuare în secret.
Mașina de propagandă mass-media era la începutul verii preocupată cu denunțarea Primăverii de la Praga. În august, Armata Populară Poloneză a participat la invazia Cehoslovaciei de către Pactul de la Varșovia.

## Consecințele evenimentelor din 1968
Cel de-al V-lea Congres al PZPR a avut loc în noiembrie, sub conducerea activă a lui Gomułka. El a fost confirmat în funcție. Adunarea, dominată numeric de susținătorii lui Moczar, a fost manipulată să se conformeze cu hotărârile de personal ale facțiunii lui Gomułka. Partidul avea acum 2,1 milioane de membri (numai 40% erau muncitori), după recenta epurare a peste 230.000 de persoane. Activiștii evrei plecaseră, dar mulți alți veterani rămăseseră, în timp ce începea să aibă loc schimbul de generații în conducerea comunistă. Gomułka a reușit să continue să domine partidul împreună cu câțiva asociați apropiați până în decembrie 1970, dar prestigiul său a suferit în Polonia, și în străinătate, și chiar și în rândul altor conducători sovietici și din Blocul Răsăritean.
O consecință a protestelor și a represiunii acestora a fost înstrăinarea de regim a intelectualității de stânga, care a fost dezgustată de promovarea oficială a antisemitismului și de adoptarea retoricii naționaliste. Mulți intelectuali polonezi s-au opus campaniei guvernului, de multe ori deschis. Un alt efect a fost activitatea emigranților polonezi din Occident, în organizații care au încurajat opoziția din Polonia.
Înstrăinarea intelectualității poloneze a fost una pe termen lung și în cele din urmă a contribuit la căderea dictaturii comuniste: evenimentele din 1968 au fost un punct de cotitură a evoluției ideologice a celor care aveau să conteste sistemul în anii următori. Jacek Kuroń, de exemplu, de două ori membru de partid și activist închis pentru participarea sa la evenimentele din 1968 a jucat mai târziu un rol important în Comitetul Muncitoresc de Apărare⁠(d) și în mișcarea Solidaritatea. Evenimentele din 1968, precedate de cele din 1956 și urmate de cele din 1970, 1976 și 1980, au arătat că Polonia, cu puternice tradiții naționaliste, cu societate civilă, și cu puternica Biserică Catolică, era o sursă de instabilitate și slăbiciune în Blocul Răsăritean. Pericolele reprezentate pentru PZPR de coaliția „reacționară” din 1968, împotriva căreia deja apăruseră avertismente, s-a dovedit a nu fi una imaginară, dar înțelegerea acestui fapt a mai durat încă două decenii.
Campania antisemită, antiintelectuală și antistudențească a deteriorat reputația Poloniei, mai ales în Occident. În condamnării cvasiuniversale a represiunilor din martie 1968, mulți ani guvernele comuniste nu au recunoscut natura antisemită a campaniei „antisioniste”, deși unele ziare au publicat articole critice. În februarie și martie 1988, guvernul polonez a transmis oficial scuze pentru excesele antisemite din 1968: mai întâi în Israel, la o conferință despre evreii polonezi, și apoi într-o declarație tipărită în Trybuna Ludu⁠(d). Un raport al Comitetului Central a sugerat chiar introducerea dublei cetățenii pentru a îmbunătăți relațiile cu evreii care părăsiseră Polonia.

## Urmări

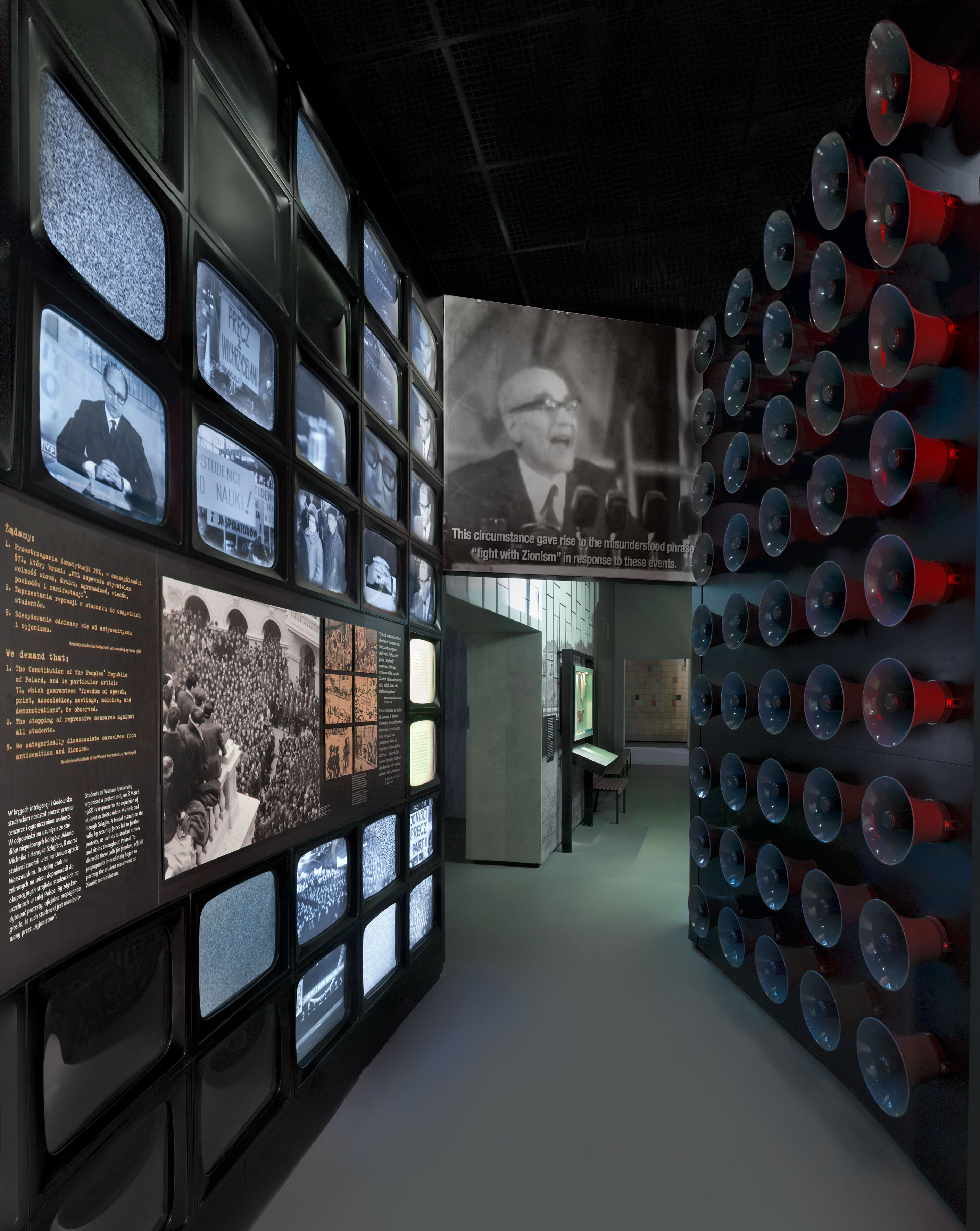
O parte a expoziției permanente dedicate evenimentelor din martie la din Varșovia.

După căderea regimului comunist, Sejmul a emis în 1998 o condamnare oficială a antisemitismului evenimentelor din martie 1968. În 2000, președintele Aleksander Kwaśniewski a cerut și el scuze unui grup de studenți evrei „în calitate de președinte al Poloniei și polonez”.
La comemorarea a 30 de ani de la plecarea lor, în gara Warszawa Gdańska, de unde mulți polonezi exilați au luat trenurile către Viena, s-a dezvelit o placă memorială.
Pe 8 martie 2018, președintele Andrzej Duda s-a adresat participanților adunați la Universitatea din Varșovia, pentru a comemora 50 de ani de la evenimentele din martie 1968. Remarcile președintelui vin după controversele provocate de modificările Legii privind Institutul Memoriei Naționale⁠(d), adoptate de ambele camere ale Parlamentului și semnate de către președinte. Președintele a salutat „eroii” din martie 1968, menționând grupul Komandosi și în mod special pe Karol Modzelewski și Adam Michnik. Referindu-se la cei 15.000 de evrei expulzați, președintele Duda a cerut scuze: „vă rog să iertați, să iertați Republica Polonă, vă rog să-i iertați pe polonezi, vă rog să iertați Polonia acelei vremi pentru că a comis asemenea fapte rușinoase”.